# Брокенський привид
Брокенський привид (нім. Brockengespenst) також називають гірський привид — рідкісне оптичне явище в горах, коли спостерігач бачить свою тінь на поверхні хмар (туману) в напрямку, протилежному до Сонця. Ця тінь може здаватися дуже великою, іноді вона оточена кольоровими кільцями (так звана глорія). Також привид може рухатись (іноді абсолютно несподівано) — це пов'язано з рухом хмарного шару та коливанням щільності хмар.

## Назва та перші спостереження
Популярності явище набуло завдяки горі Брокен в горах Гарц у Німеччині, де постійні тумани та доступність малих висот дозволяють спостерігати його особливо часто. Це сприяло виникненню місцевої легенди, по якій і дали явищу назву. Брокенський привид спостерігався і був описаний Йоганном Зільбершлагом у 1780 році та відтоді не раз описувався у літературі про гори Гарц. Це явище можна побачити у різних гірських куточках світу. Зустрічається також і в Україні у Кримських горах та Карпатах. Подібне можуть спостерігати пасажири, що перебувають у літаку.

## Утворення

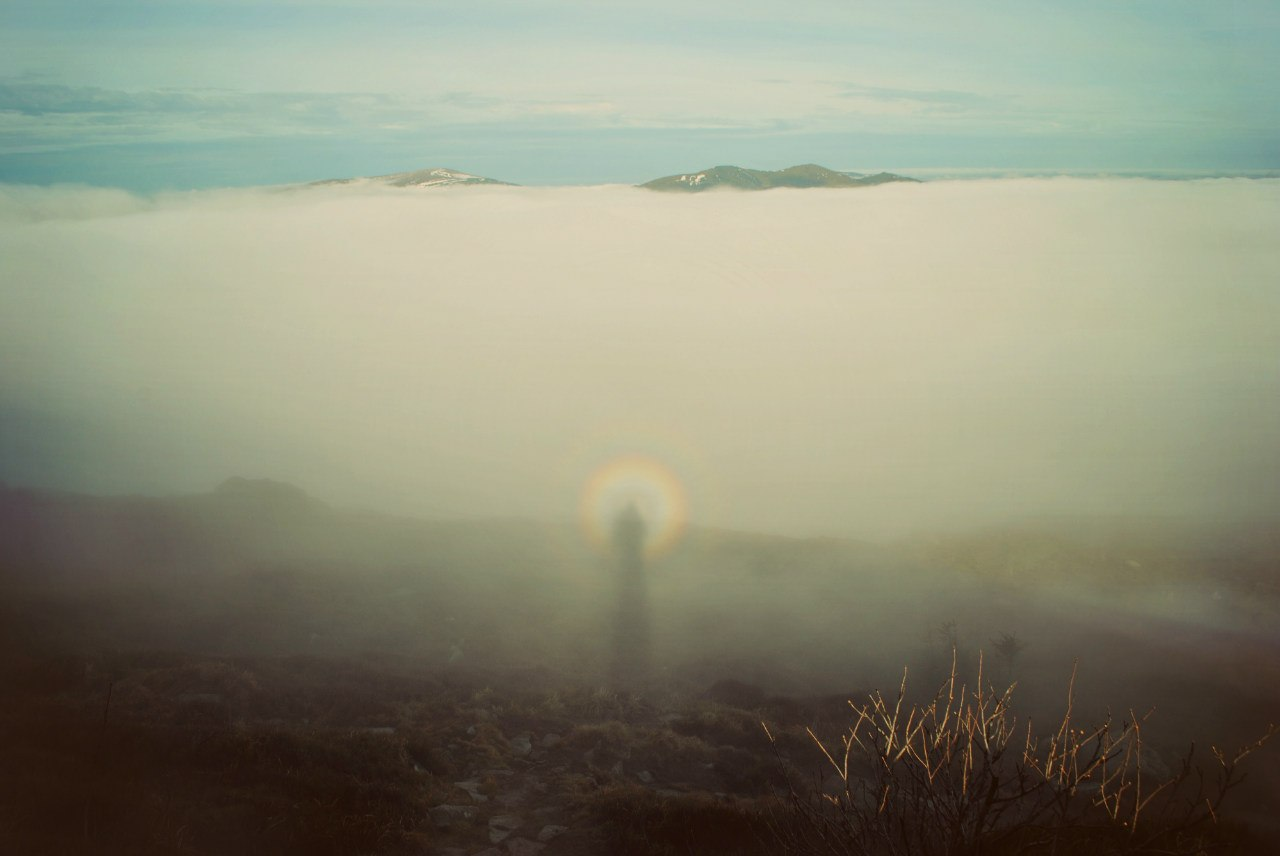
Брокенський привид на вершині гори Пікуй

Брокенський привид з'являється, коли Сонце світить через альпініста, що дивиться вниз з хребта або піку в туман. Тінь альпініста йде крізь туман, часто приймаючи химерні незграбні контури, викликані перспективою. Збільшення розмірів тіні — оптична ілюзія, яка пояснюється тим, що спостерігач порівнює свою тінь, що лежить на відносно близьких хмарах, з далекими об'єктами поверхні, які видно крізь просвіти в хмарах; або коли неможливо зорієнтуватися в тумані та порівняти розміри. Крім того, тіні потрапляють на краплі води, що розташовані на різних відстанях від ока, чим порушує сприйняття глибини.
Здалеку ця тінь може здаватися дуже великою, іноді поруч видніються кольорові кільця — так звана глорія. Також привид може рухатись, але це пов'язано з рухом хмарного шару та коливанням щільності хмар.
Брокенський привид часто оточений кільцями різного кольору — глорією. Вони з'являються прямо навпроти Сонця, коли сонячне світло відбивається від хмар, що складаються з крапель води однакового розміру. Ефект обумовлений дифракцією світла.

## Галерея

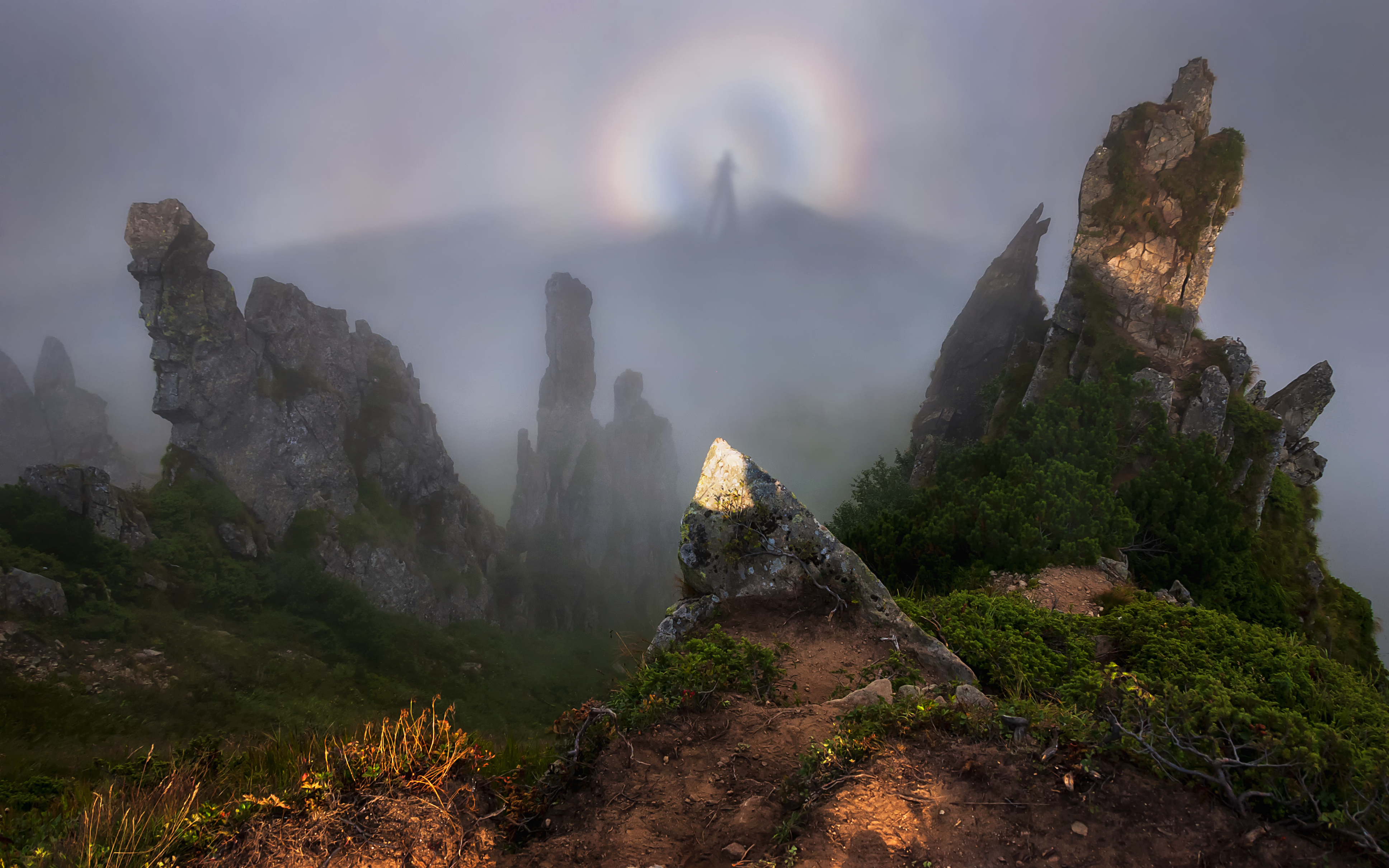
Брокенський привид з глорією на горі Шпиці в Карпатах, Україна

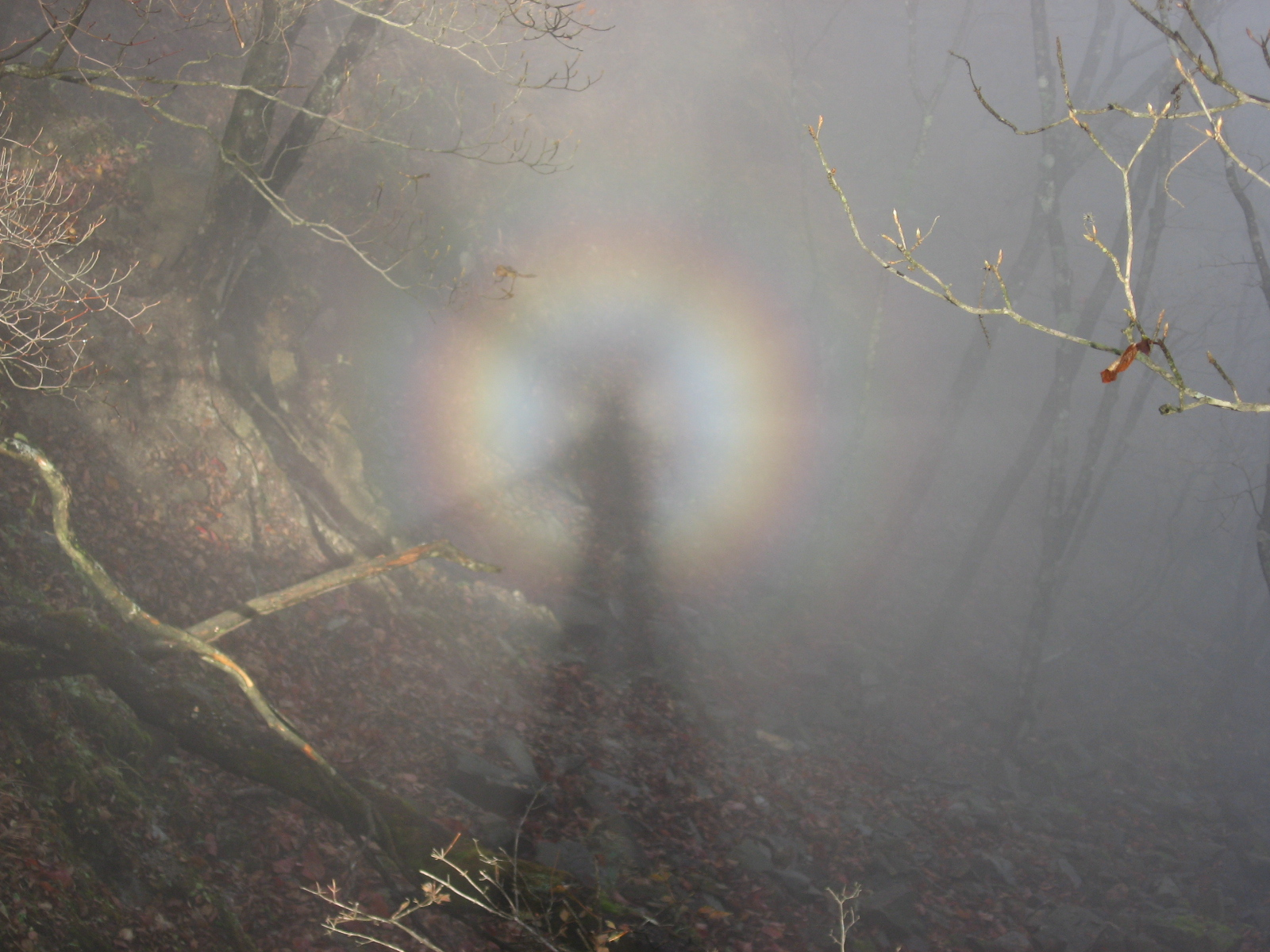
border
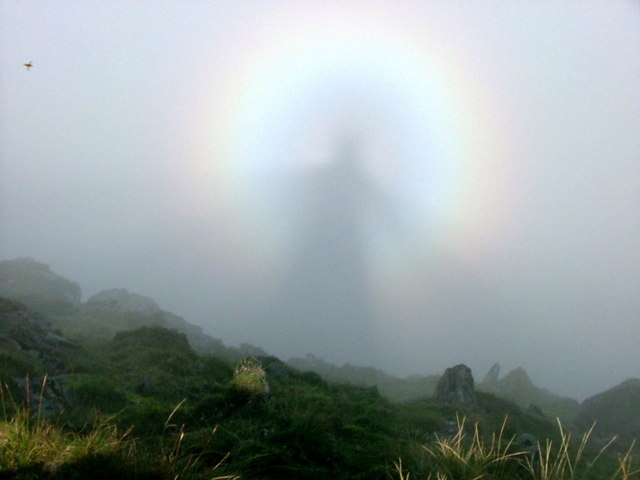
border
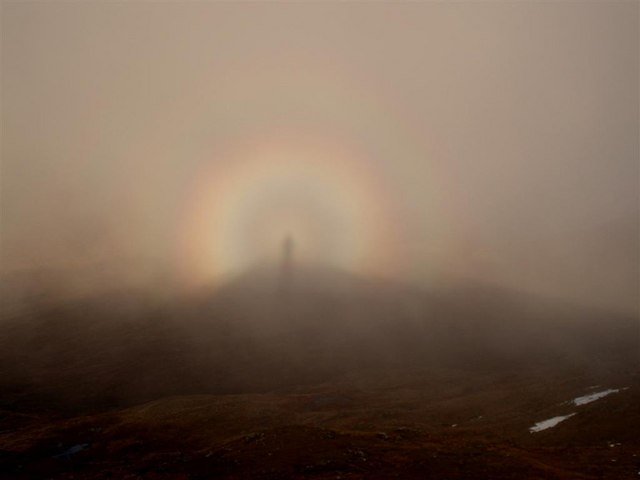
border
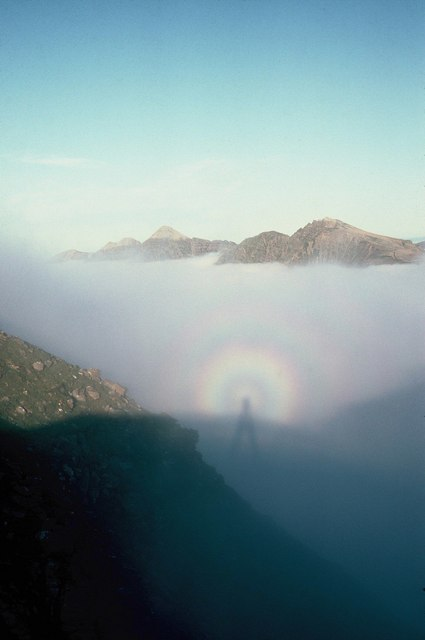
border